# Guru
Guru (em sânscrito गुरू) é um mestre no hinduísmo, budismo, e siquismo, que possui um profundo entendimento de alguma linha filosófica, o guru também é visto na religião indiana como um guia sagrado à auto-realização.
"Guru" também se refere em sânscrito ao Brihaspati, uma figura hindu análoga ao deus romano Júpiter. Na astrologia Védica, Guru ou Brihaspati é alguém que detém influência no ensinamento do devoto. De fato, na maioria das línguas da Índia tais como o Hindi, o dia da semana, terça-feira é chamada de Brihaspativaar ou Guruvaar (vaar significa "dia da semana").
Na Índia contemporânea e na Indonésia, o termo "guru" é empregado para indicar um "professor". No ocidente, o significado original de guru tem sido usado para indicar alguém que tenha seguidores, embora não necessariamente em um estabelecimento de ensino de filosofia ou religião. De forma metafórica, guru é empregado para descrever uma pessoa que tem autoridade por causa do seu conhecimento ou perícia em algum campo. A importância de achar um verdadeiro guru é descrita nas escrituras e ensinamentos religiosos como algo vital para conseguir atingir o seu objetivo.

## Etimologia
O termo guru significa "mestre" em sânscrito, além de outras línguas derivadas do mesmo, tais como o Hindi, o Bengali e o Gujarati. O termo surgiu no Rigveda como um adjetivo utilizado para indicar algo "pesado", seu oposto seria laghu "leve". Isto deriva da língua Proto Indo-Europeia (*gwrus), cognato Grego barus, Latim gravis, ambos também significam "pesado".
O termo detém um lugar especial no Hinduísmo, significando ambos um lugar sagrado do conhecimento (jnana) e aquele que confere o conhecimento. O adjetivo significa "pesado, de peso ou profundo" é usado no sentido de "repleto de conhecimento",, "repleto de sabedoria espiritual", "repleto de boas qualidades como falam as escrituras e de auto realização", "repleto de conhecimento e sabedoria".
Uma outra notável interpretação etimológica do termo "guru" se baseia na metafórica representação da escuridão e da luz, no qual o Guru é visto como aquele que dissipa à escuridão.  Alguns textos a sílaba gu é descrita como(गु) e ru (रू) mudando da escuridão e luz, respectivamente.
A sílaba gu significa sombra 
A sílaba ru, aquele que dissipa,
devido ao poder de dissipar a escuridão
assim é chamdo o guru.
Advayataraka Upanishad 14--18, verse 5) 
Uma interpretação similar descreve o guru como aquele que "remove a escuridão da ignorância"  baseada no Guru Gītā (literalmente a "canção de um guia espiritual"), um texto espiritual que descreve um dialogo entre Śiva e sua consorte Pārvatī sobre a natureza do guru e a relação guru/discípulo.
Reender Kranenborg um pesquisador de religiões holandês, esmiuçou a etimologia baseando se nas Upanishads, no Guru Gītā, e nas escrituras Sikh, os escritos de Krishnamurti, e outras opiniões de pessoas como John Grimes, Thomas Murray, entre outros, propondo que a definição etimologia de escuridão e luz nada tem a ver com a palavra guru e descreve-a como um etimologia popular".
Em Western Esotericism and the Science of Religion, o autor faz uma distinção entre "etimologia esotérica" e "etimologia cientifica" colocando como exemplo a etimologia de "guru", que seria formada por ru ("afasta") e gu ("escuridão"), e o posteriormente "guru" como "pesado".
Outra etimologia da palavra "guru" se encontra no Guru Gita, que define gu como "qualidades superiores" e ru como "destituido de forma", dizendo "Aquele que possui  esta natureza que transcende as qualidades é chamado de guru".

## Guru no hinduísmo
A importância de encontrar um guru que possa conceder o conhecimento transcendental (vidyā) é uma das princípios do hinduísmo. Um dos mais importantes textos Hindu, o Bhagavad Gita, fala sobre um dialogo entre Deus na forma de Krishna e Arjuna um nobre. Não apenas este dialogo disserta sobre os ideais do hinduísmo, mas discute a relação entre os dois considerados aqui sendo Guru/discípulo. No próprio Gita, Krishna fala da importância de achar um guru para Arjuna:
Adquirir o conhecimento transcendental de um mestre auto-realizado com humilde reverência, por um desejo sincero, e por se por à serviço do mesmo. Os sábios que compreendem a verdade concederam o conhecimento a você. (Bhagavad Gītā, c4 s34)
No sentido mencionado acima, guru é usado mais ou menos como alguém que faz intercambio com "satguru" (literalmente: verdadeiro professor) e satpurusha. Compare isto também a Swami(monge).  O discípulo de um guru é chamado um śiṣya ou chela. Frequentemente, um guru vive em um ashram ou em um gurukula (o lar do guru)  junto com seus discípulos. As linhagens de um guru são continuadas por  discípulos que levam uma mensagem particular de um guru, é conhecida como guru parampara ou sucessão discipular.
No sentido tradicional, a palavra guru descreve um relacionamento mais que absoluto e é usado como uma forma de endereçar não apenas um discípulo por seu mestre. Algumas das denominações Hindus como BAPS Swaminarayan Sanstha definem como um relacionamento pessoal e é comum um guru vivo, ser reverenciado como um Deus encarnado, é essencial para a busca pelo moksha. O guru é aquele que guia seu ou sua discípula para se tornar jivanmukta, a alma libertada capaz de atingir a salvação em sua vida através da realização divina.
O papel do guru continua no original sentido da palavra nas tradições Hindus com as escolas Vedānta, yoga, tantra e bhakti. Realmente, ele é parte de um padrão do Hinduísmo (como definido pelo seis textos Vedícos e os agamas tântricos), nos quais um guru é um guia espiritual na terra. Em algumas das mais místicas tradições, acredita-se que o guru pode despertar um espírito dormente com a sabedoria interior do próprio aluno, conhecida como shaktipat.
No Hinduísmo, o guru é considerado uma pessoa respeitada com qualidade de um santo que ilumina a mente do seu discípulo, um educador de quem se recebe um mantra iniciatório, e aqueles que instrui os rituais e cerimônias religiosas.
A Vishnu Smriti e Manu Smriti definem o professor, junto com a mãe e o pai, como os mais veneráveis gurus (professores) de um indivíduo.
O guru é um termo muito usado na Índia como e todo o mundo, ele tem como base o significado originário de raiz com gu  (sobra) e ru (luz).   O guru é o mestre aquele aquém se deve respeito e obediência, aquele que é repleto de luz.  O guru não tem forma mas toma uma forma acolhedora para afastar o medo daqueles que necessitam de mais cuidado.
O guru sempre escuta, o guru esta sempre presente, o guru é sempre complacente, e cheio de bondade.  Seu coração é repleto de paz e na sua essência.  Ele confere a todos de boa vontade a capacidade de atingir o shamadhi.  O guru é base pela qual se inicia a senda para o shamadhi.
O guru é, o guru está sempre próximo sempre disponível, o guru sempre aconselha e nunca se cala apenas aqueles que não querem o ouvir fecham seus ouvidos ao seus ensinamentos.  Mas se o amor é o caminho o guru é luz que ilumina este caminho.
Alguns influentes gurus na tradição Hindu (houve muitos) incluem :Sri Krsna, Arjuna, Vyasadeva, Srila Prabhupada, Srila Narayana Gosvami Maharaj e todos os santos da sucessão divina 'parampara'- Adi Shankaracharya, Shri Chaitanya Mahaprabhu, e Shri Ramakrishna. Outros gurus cujo legado continua a crescendo na tradição yoginica no século XX foram  Shri Ram Chandra,  Shri Aurobindo Ghosh, Shri Ramana Maharshi, Sri Chandrashekarendra Saraswati (O sábio de Kanchi), Swami Sivananda e Swami Chinmayananda. Veja também a lista dos gurus Hindus.
Na cultura Indiana, alguém que não tenha um guru ou um professor (acharya) é considerado um órfão, e um símbolo de infortúnio. A palavra anatha em Sânscrito significa "aquele que não tem professor". Um acharya é aquele que concede gyan (conhecimento) na forma de shiksha (instrução). Um guru também concede o diksha iniciação que o desperta mento espiritual do discípulo pela graça do guru. Diksha é também considerado o processo de desenvolvimento dos poderes de um guru sobre o discípulo, através do qual o discípulo progride continuamente na senda da divindade (no Hinduísmo Deus não é um personagem externo, mas uma metáfora para representar a essência humana).
A origem do conceito de "guru" pode ser traçado nas primeiras Upanishads, onde o conceito de um professor Divino na Terra se manifesta de sua recém associação com o Brahmin.

### Guru e Deus
Existe uma prescrição em alguns setores que se o devoto quer ser apresentado a guru ou Deus, antes ele deverá praticar o respeito ao guru, desde que o guru tenha sido o instrumento pelo qual o tenha levado a Deus. Algumas tradições declaram "Guru, Deus e Si (Si significa alma, sem personalidade) são o mesmo. Neste contexto, santos e poetas na Índia, tem expressado os seus pontos de vista sobre o relacionamento entre Guru e Deus:
- Kabir

Guru e Deus ambos aparecem diante de mim. A quem me devo prostrar?
Eu me prostro diante do Guru que me apresentou Deus.
- Brahmanand

É uma grande fortuna achar um Satguru, todas as minhas duvidas foram afastadas.
Em me prosto diante do Guru. A gloria do Guru é tão grande quanto à de Deus.
- Brahmanda Purana

Guru é Shiva sem seu terceiro olho, 
É Vishnu sem seus quatro braços
É Brahma sem suas quatro cabeças. 
Ele é o próprio parama Shiva em forma humana
- Adi Shankara, sabiamente considera um dos mais importantes figuras da história intelectual da Ìndia, começa seu Gurustotram ou Versos ao Guru com a seguinte frase emSânscrito, que foi sabiamente cantada por Bhajan:

Guru Brahma Guru Vishnu Guru Devo Maheshwara
Guru Sakshath Parambrahma Tasmai Shri Gurave Namaha
Significa: Guru é o criador Brahma; Guru é o preservador Vishnu; Guru é também do destruidor Shiva e ele é a fonte do Absoluto. Eu ofereço todo o esforço do meu trabalho ao Guru.

### A tradição "guru-shishya"
A tradição guru-shishya é centrada na transmissão de ensinamentos de um guru (professor ( गुरू])) a um 'śishya' (discípulo, ( शिष्य])). O termo shishya dificilmente pode ser equiparado ao termo ocidental discípulo. O principio deste relacionamento está no conhecido, especialmente sútil ou mesmo avançado, é melhor entendido como uma forte relação humana baseada nos ideais de respeito ao estudante, cometimento, devoção e obediência e nas  instruções pessoais nas quais o estudante eventualmente compreende o conhecimento que o guru incorpora.
O relacionamento guru-shishya é uma pratica que envolve um componente fundamental do Hinduísmo, desde o começo da tradição oral das Upanishads (c. 2000 a.C.). O termo Upanishad deriva do termo sânscrito upa (próximo, juntos), ni (chão) e şad (sentar) — "sentar próximos no chão" um professor espiritual recebe a instrução na tradição guru-shishya. Um exemplo deste dinamismo pode ser achado no relacionamento entre Krishna e Arjuna no Bhagavad Gita uma parte do Mahabharata, e entre Rama e Hanuman no Ramayana. Nos Upanishads, gurus e shishya aparecem em uma variedade de personagens (o marido respondendo a questões sobre imortalidade, um jovem garoto sendo ensinado por Yama, ou a personificação da morte, etc.). As vezes os sábios são mulheres e que em momentos da instrução (ou da mais pura inspiração) são procuradas pelos reis.
Nos Vedas, o brahmavidya ou conhecimento de Brahman é comunicado de guru para shishya por transmissão oral. A palavra Sikh e derivada da palavra shishya.

### Classificação dos gurus
Em seu livro sobre o movimento neo-Hindu na Holanda, Kranenborg distingue quatro tipos de gurus na India:
1. O conselheiro espiritual para a mais alta casta de Hindus que para ele também realizam tradicionais rituais e que não tem conexão com um templo (ou seja não é um sacerdote);
2. O mestre iluminado que tem a sua autoridade de acordo com a sua experiência, em conduzir à iluminação. Este tipo aparece no movimento bhakti e no tantra e exige uma inquestionável obediência, e pode ter seguidores ocidentais. Ocidentais já se tornaram alguns como por exemplo  Andrew Cohen, e Isaac Shapiro.
3. O avatar, um guru que se considera a si ser a encarnação de Deus, Divindade, ou um instrumento de Deus, ou que é considerado desta forma por outros,por exemplo Sathya Sai Baba e gurus da linhagem Sant Mat;
4. Um "guru" na forma de um livro como o Guru Granth Sahib na religião Sikh.

### Os atributos do guru
Os gurus têm várias denominações hindus, inclusive no Surat Shabda Yoga eles são referidos como Satgurus.
Nas Upanishads, cinco atributos do satguru (verdadeiro guru) são mencionados:
Na presença do satguru; o conhecimento florece (Gyana raksha); a tristeza diminui (Dukha kshaya); alegria emerge sem qualquer razão (Sukha aavirbhava); surge a abundância (Samriddhi); todos os dons se manifestam (Sarva samvardhan).
De acordo com o indiologista Georg Feuerstein, o preceptores foram tradicionalmente tratados com grande reverência, na correlação entre o sentimento de identificação com os mestres iluminados e a realidadetranscendental . Também,   tradicionalmente, gurus foram agraciados com excessiva autoridade e força tendendo a serem deificados. Ele escreve, provavelmente contrabalançando isto, algumas escolas hindus começaram a enfatizar que o real mestre é transcendental Si.
O Shiva Samhita, um texto medieval sobre Hatha yoga, atribui a importância do guru para o liberatação e aconselha que o discipulo à dar toda a sua propriedade e ganho ao guru na diksha (initiaciação).
O Vishnu Smriti e Manu Smriti colocam o Acharya (professor/guru), junto com a mãe e o pai, como os mais veneráveis indivíduos. A mãe e pai são os primeiros "gurus". O guru espiritual é o segundo.
O Advaya Taraka Upanishad define que o real professor deve ser bem-versado no Veda, um devoto de Vishnu, livre da inveja, conhece o yoga e é perito nele, como também na sua natureza. O texto continua indicando que ele, ou ela, deve ser manter a no que foi ensinado pelo seu antecessor, tem o conhecimento da  crença Hindu sobre a alma, e quem possui a características mencionadas acima, pode ser designado como guru.
A Mundak Upanishad diz, para se compreender a suprema divindade, deve render o si diante do guru, assim conhecendo os segredos dos Vedas.
Sobre o papel do guru, Swami Sivananda diz: "Você percebe agora o significado sagrado e a suprema importância do papel do Guru na evolução do homem? Não foi sem razão que na Índia dos idos passados havia uma tendência em manter viva a tradição do Guru-Tattva. É esta portanto a  razão de que na Índia, todo ano, era após era, se comemora a renovação deste antigo conceito do Guru, adora-se e presta-se homenagem a ele repetidamente, e portanto re-afirma sua fé e confiança nele. Pois, a verdadeira Índia sabe que o Guru é a única garantia para o indivíduo  transcender as amarras da tristeza e da morte, e experimentar a Consciência da Realidade."
Algumas escrituras e gurus avisam sobre os falsos professores, recomendando ao buscador espiritual testar o guru antes de aceitá-lo, e ter algum critério para saber distinguir o falso do genuíno:
- A Maitrayaniya Upanishad avisa contra falsos mestres que  recebem discípulos.[13]
- O Kula-Arnava-Tantra diz que há muitos gurus que podem roubar a saúde do discípulo e são poucos os que removem as aflições do mesmo.[13]
- Swami Vivekananda diz que há muitos gurus incompetentes e que um verdadeiro guru deve compreender o espírito das escrituras, tem uma personalidade pura e esta livre do pecado, e deve estar livre do desejo pela fama e pelo dinheiro.[14]
- Mirinalini Mata, um discípulo direto de Yogananda, disse que um verdadeiro guru deve ser humilde (Self-Realization Fellowship 1978, Cassette No 2402)
- Sathya Sai Baba diz em seu discurso (Sathya Sai Speaks, vol I, p. 197) que a busca por discipulos ricos tornou-se uma tragicomedia, e diz no livreto Sandeha Nivarini que o buscador deve testar o guru assegurando se suas palavras são cheias de sabedoria, e se ele põem em pratica o que ensina.[15]

### Rituais
Guru Purnima é o dia que o discípulo desperta para seu propósito e expressa a sua gratidão. O propósito da celebração do Guru Purnima (ou Poornima) é fazer uma revisão do ano precedente e ver o progresso que atingiu na sua vida, para renovar sua determinação e focalizar no progresso do seu sadhana.
Guru Puja (literalmente "reverência ao guru") é a pratica de culto ao guru através de oferecimentos e pedidos inspirados ao guru. Votos e promessas são feitos pelo discípulo ou chela, fazendo que a sua força perdida seja renovada.
Guru Bhakti (literalmente "devoção ao guru") é considerada importante em muitas escolas e setores.

### No hinduísmo moderno
Um Indiologista alemão Axel Michaels em seu livro de 1998 sobre hinduísmo, chamou de "gurugismo" uma forma hinduísmo moderno sendo que desde 1850, ele é orientado ao ocidente e é especialmente ativo na forma de proselitismo do hinduísmo que emergiu recentemente, cheio de pessoas carismaticas com um corpo de gurus escritores esoteritas predominantemente em Inglês. De acordo com Michaels o mais conhecidos incluem Krishnamurti, Maharishi (Meditação Transcendental), Sai Baba, Bhaktivedanta, Swami Prabhupada, Balyogeshwar (As missões da Divina Luz), e Rajneesh (Sanniasis).

## Guru no Budismo
A bênção do guru é a quarta e última das bases no budismo Vajrayana. Nesta doutrina, o discípulo pode continuar em seu caminho experimental de forma a compreender a verdade natureza da realidade. O discipulo ve o guru como a encarnação de Buddha, ou um Bodhisattva, e ele ou ela mostra a sua devoção e agradece ao guru por ser seu guia.
Na tradição budista Theravada, o professor é um prático e honrado mentor digno de grande respeito e é uma fonte de inspiração para a senda em busca da Iluminação. No Budismo Tibetano, entretanto, o professor é visto como a raiz da realização espiritual e a base para toda a senda. Sem o professor, é dito, não se pode ter nenhuma experiência ou "insight". O guru é visto como o Buddha. Nos textos Tibetanos, grande ênfase é colocada sobre as virtudes do guru. Ensinamentos Tântricos incluem geralmente visualizações do guru e oferecer oferendas ao guru. O guru é conhecido como vajra (literalmente "diamante"), aquele que é a fonte da iniciação da deidade tantrica. O discípulo pede para entrar em uma série de juramentos e promessas para assegurar a manutenção da conexão espiritual, sendo dito quebrar esta conexão e uma séria ofensa.
No budismo tantrico, um guru é essencial para a iniciação, pratica e ser o guia pela senda. A importância de um relacionamento guru-discípulo é demonstrado pelo ritual de iniciação onde o estudante obtém permissão para praticar um tipo particular detantra.
O Dalai Lama, fala da importância do guru, dizendo: "Respondendo como avaliar os ensinamentos de um guru: não tenha uma fé cega, mas também não tenha uma censura cega."
De Acordo com o Dalai Lama, o termo 'Buddha vivo' é uma tradução da palavra Chinesa 'ho fu'. No Tibet, a palavra é 'lama' que significa 'guru'. Um guru é alguém que não é necessariamente um  Buddha mas tem um profundo conhecimento. O termo vajra é também usado, significa 'mestre'.
O guru tem um papel muito especial no budismo Vajrayana (tantrico) como a própria senda. O guru é visto como o "estado de iluminação". O guru não é um indivíduo que inicia uma pessoa, mas a personificação do próprio Buddha refletido na personalidade do guru.  Em retorno, o discípulo espera-se mostre uma grande devoção ao seu guru, que ele ou ela possuem a qualidades de um Bodhisattva.
Veja também
- Guru Rinpoche (Padmasambhava)
- Geluk
- Tilopa

## Guru no Sikhismo
O título de Guru é fundamental para a religião Sikhs. Realmente, os Sikhs definem o significado da palavra ao nível bastante abstrato, mas também mantendo o uso geral da mesma, e aplicada ao um entendimento de conhecimento através de qualquer meio.
Sikhismo vem da palavra Sikh, que significa um discípulo forte e capaz do Guru. A crença central do Sikhismo são a crença em um Deus e no ensinamento dos Dez Gurus, retratados no Guru Granth Sahib, o livro santo dos Sikhs.
Guru Nanak, o primeiro guru do Sikhismo, opondo-se aos sistemas de castas que prevalecia no em seu tempo na Índia ele aceitou Hindus, Muçulmanos e pessoas de outras religiões como seus discípulos. Seus seguidores referem-se a ele com o Guru (professor). Antes da sua morte ele  designou um novo Guru para ser seu sucessor e guiar a comunidade Sikh. Este procedimento continuou, até seu último Guru, Guru Gobind (1666–1708) iniciados na cerimônia Sikh em  1699.
Para os Sikhs, os Gurus não tem o sentido cristão de "filho de deus". O Sikhismo nos diz  todos somos os filhos de deus e deduz, Deus é nossa mãe/pai.
Guru Nanak falando sobre Deus, diz: 
Há apenas um Deus, Seu nome é a verdade, Ele é o criador, ele não teme a nada, ele não tem odio, ele nunca morre, ele está além do ciclo de nascimentos e mortes, Ele é o si iluminado, Ele é apresentado pela bondade do verdadeiro Guru. Ele era a realidade no começo, Ele era a realidade no principio das eras e ele será a realidade e ele também real no agora. 
Sobre a importância do guru, Nanak diz: Não permita que nenhum homem no mundo vivo de desilusão. Sem um guru ninguém pode cruzar para o outro mundo. 

### Os Gurus do Sikhismo
Além dos dez Gurus do Sikhismo, o Guru Granth Sahib foi eleito o décimo-primeiro guru perpetuo do Sikhs. Juntos eles formam os onze Gurus do Sikhismo.

## Tipos de gurus
De acordo com o Deval Smriti há onze tipos de gurus e pelo Nama Chintamani há dez tipos. A funçãop dos gurus é categorizada como 
- rishi
- yogaguru
- acharyam
- upadhya
- kulapati
- mantravetta

A tradição Vaishnava normalmente categoriza os gurus como:
- vartma-pradarshaka guru (qualquer pessoa que primeiro lhe mostre o caminho)
- shiksha guru
- diksha guru
- sannyasa guru (que inicia no ordem sannyasa)
- caittya guru (Deus no coração como Paramatman)

### O movimento contemporâneo hindu
Em seu livro sobre o movimento neo-Hindu nos Países Baixos, Kranenborg distingue quatro tipos de gurus na Índia:
1. O guia espiritual da mais alta casta Hindu que também realiza os rituais tradicionais e não é conectado a um templo (não é um sacerdote);
2. O mestre iluminado que deriva sua autoridade da sua experiência, tais como conceder a iluminação. Este tipo aparece no movimento bhakti e no tantra e exige uma inquestionável obediência, e pode ter seguidores ocidentais. Ocidentais podem até ser tornar um, como foram, por exemplo  Andrew Cohen, e Isaac Shapiro.
3. O avatar, é um guru que se considera a encarnação de Deus, Deus-vivo, ou instrumento de Deus, ou quem é considerado como os outros, por exemplo Sathya Sai Baba e gurus da linhagem dos Sant Mat;
4. Um "guru" na forma de um livro i.e. o Guru Granth Sahib na religião Sikh.

## Sucessão e linhagem (parampara)
A palavra parampara (sânscrito परमपरा) denota uma sucessão de mestres e discípulos na cultura tradicional indiana. O Hinduism dictionary define parampara é "uma linhagem de gurus espirituais em autêntica sucessão pela iniciação; a cadeia de poderes místicos pela autorização para a continuidade, passada de guru para guru." Em Sânscrito, a palavra literalmente significa: Ininterrupta série de sucessões.
Parampara é também conhecido como Guru (mestre) Shishya (discípulo) parampara ou guru parampara, onde o conhecimento (em qualquer campo) é passado através de sucessivas gerações. Ele era o método tradicional de educação residencial onde o Shishya permanecia com o seu Guru como um membro da família e conseguia a educação com aquele que já a conhecia. Este método era usado para  transmitir ensinamentos de espiritual, artísticos (kala कला tais como  música ou dança) ou educação. 
O ensinamento dos Vedas recebido através de um guru pelo parampara é conhecido como amnaya.
David C. Lane, um professor de sociologia, e em 2005 ex-membro e crítico de Radha Soami Satsang Beas, argumentou em 1997 baseado em sua pesquisa sobre o movimento Radha Soami que possui apenas poucos gurus e uma linhagem impecavelmente bem-documentada e que existem freqüentes conflitos entre diferentes discipulos dizendo serem os únicos legítimos sucessores  de seu guru.
Veja também Guru-shishya tradition, Gurukula.

## Os gurus pelo ponto de vista da cultura ocidental
É uma alternativa ao estabelecimento de religiões, algumas pessoas na Europa e nos EUA que não estiveram na Índia Oriental têm sido levados a seguir um guia espiritual e gurus da Índia, procurando respostas sobre o significado da vida, e receber uma experiência mais direta livres do intelectualismo e a filosofia. Gurus com várias denominações viajaram para a Europa Ocidental e para os E.U.A. e adquiriram seguidores. Um dos primeiros a fazer isto foi Swami Vivekananda que presidia a World Parliament of Religions reunidas em Chicago, Illinois em 1893.
Particularmente durante os idos de 1960 e 1970 muitos gurus adquiriram grupos de  jovens seguidores na Europa Ocidental e nos EUA. De acordo com o sóciologo norte-americano David G. Bromley isto foi parcialmente verdadeiro causando o ato de exclusão Chinês (EUA) em 1965 que permitia que gurus Asiáticos entrassem nos E.U.A. De acordo com a Indologista Holandesa Albertina Nugteren, o ato foi apenas um de vários fatores e algo de menor valor comparada com os dois mais importantes causas para o surgimento do movimento no 'Ocidente', que são: mobilização para a integração-cultural e a insatisfação geral com os valores estabelecidos no Ocidente.  Em contraste com a situação na Índia, estes gurus estrangeiros eram diferentes, novos e alienados das sociedades Européias e Americanas e levou algum tempo para movimento de oposição a cultos e novas religiões opuseram-se contra estes grupos.
Um exemplo de um grupo que enfrentou esta oposição foi o movimento Hare Krishna (ISKCON) fundado por A. C. Bhaktivedanta Swami Prabhupada em 1966, muitos dos seus seguidores voluntariamente aceitavam as exigências de um modo de vida ascético do bhakti yoga de uma forma integral, em contraste a muito da cultura popular deste tempo.
Veja também conversão para MNR e seitas, conversão para religiões Indianas, teorias sobre seitas

### Gurus no Ocidente
Gurus fundaram um discipulado ou que tornaram-se líderes de organizações em países ocidentais incluem:
- Chögyam Trungpa Rinpoche um lama (Professor de religião budista Tibetana)
- Dalai Lama
- Jagadguru Kripaluji Maharaj, o fundador da Jagadguru Kripalu Parishat, que ensina o Raganuga Bhakti, uma forma de devoção do si e a serviço do amor a Krishna e Radha Rani
- Jiddu Krishnamurti foi considerado ser um mestre espiritual do mundo pela Sociedade Teosofica Adyar mas renunciou ao mesmo publicamente em 1929
- Maharishi Mahesh Yogi vivia na Holanda
- Shri Swami Vyaghrananda Pashupati Bhagwan, viveu nos E.U.A., Índia, Espanha e outros países da Europa e radicou-se finalmente no Brasil, em São Paulo.
- Meher Baba que viajou para o ocidente diversas vezes nos idos de 1930 e 1950 e teve muitos seguidores ocidentais
- Muktananda
- Paramahansa Yogananda escreveu o livro Autobiografia de um Iogue.
- A.C Bhaktivedanta Swami Prabhupada fundou o International Society for Krishna Consciousness (o movimento 'Hare Krishna') de New York em 1965, uma organização da tradição Gaudiya Vaishnava do hinduísmo.
- Srila Bhaktiballabha Tirtha Maharaj, presidente da Associação Mundial Vaishnava, Sree Chaitanya Gaudiya Math e GOKUL.
- Srila Bhaktivedanta Narayana Goswami Maharaja, Acharya da Sociedade Internacional de Bhakti Yoga Pura (IPBYS), uma organização Gaudiya Vaishnava.
- Srila Bhakti Vaibhav Puri Goswami Maharaj; médico ayurveda e indiano defensor que tornou um devotado discípulo de Srila Bhaktisiddhanta Saraswati Thakur e fundador-acharya da Sri Krishna Caitanya Mission.
- Prem Rawat, conhecido como Guru Maharaj Ji até osido de 1980.   Nota: Maharaji tirou o título "guru" do seu nome em 1980.
- Bhagwan/Osho/Rajneesh
- Sathya Sai Baba nunca foi a Europa ou aos EUA mas conseguiu manter um número substancial de seguidores nestes lugares.
- Sadhguru Jaggi Vasudev fundador da fundação Isha e do centro de yoga Isha possuindo uma força de voluntarios na India, EUA e Libano.
- Serge Raynaud de la Ferrière, ou Mahatma Chendra Bala, ou Paramahansa Serge Raynaud. Francês fundador da Grande Fraternidade Universal, foi médico,yogi, ocultista, astrólogo, cabalista, maçom.
- Sri Aurobindo
- Shri Munirishi Saddhu, Mestre de Shri Swami Vyaghrananda P Bhagwan, nasceu, viveu e desencarnou na Índia.
- Paramahamsa Sri Nithyananda tem temporiamente um ashram em Los Angeles, Califórnia e muitos seguidores na Índia também.
- Ruchira Adi Da Samraj Nasceu no s EUA fundou a "new Tradition of Adidam", baseado no Relação de devoção ao Guru.
- Muhammad Raheem Bawa Muhaiyaddeen foi um santo Sufi da ilha de Sri Lanka que compartilhou  seu conhecimento  e experiencia com pessoas de todas as etnias e religiões de todas as partes do mundo.
- Shri Mataji Nirmala devi fundador do Sahaja Yoga.

em Kranenborg (1984), Jesus pela definição dos Hindus e com as características de um guru.
- Rudrabhayananda fundador da "Soul Searchers and the Atma Sadhana Kendra".
- Satguru Shree Shivkrupanand Swami fundador da Meditação Samarpan, uma prática que vêm sendo desenvolvida durantes os últimos 800 anos por mestres espirituais das montanhas dos Himalaias e foi introduzida em nossa sociedade no ano 2000.

### Crítica
A crítica aos gurus e a tradição Guru-shishya é apresentado no discurso sobre seitas e novos movimentos religiosos por escolas ocidentais seculares, teologistas, anti-seitas e por céticos.
- Dr. David C. Lane propõem uma lista de verificação de sete pontos para caracterizar um guru em seu livro, Exposing Cults: When the Skeptical Mind Confronts the Mystical.[22]  Um dos seus pontos é que os guias espirituais devem ter altos padrões de conduta moral e os seguidores dos gurus devem interpretar a conduta de um guia espiritual pela navalha de Ockham e usando o bom senso, e não deve aceitar o uso explicações místicas para explicar condutas imorais. Outro ponto Lane diz que quanto maior o guru diz ser, alguns clamam ser Deus, maior é a chance que o guru ser um impostor.  O quinto ponto do Dr. Lane é se declarar ser oriundo de uma linhagem legítima de gurus.
- Realçando o que ele entende como dificuldade do entendimento do termo guru da tradição oriental pela sociedade ocidental, Dr. Georg Feuerstein, um bem-conhecido Indologista Américo-Germânico, escreve no artigo Understanding the Guru do seu livro The Deeper Dimension of Yoga: Theory and practice:"Em regra geral a tradição do guru, ou guia espiritual, não é compreendida em totalidade no ocidente, mesmo para aqueles que professam a pratica do Yoga ou alguma outra tradição oriental baseada na disciplina. […] Guias espirituais em sua natureza estão nadando contra a corrente dos valores convencionais e por isso perseguidos. Eles não estão interessados em adquirir e acumular bens materiais ou competir no mercado, ou em agradar seus egos. Eles nem mesmo entende o senso de moralidade ocidental. Tipicamente, suas mensagens são de natureza radical, pedindo que vivamos conscientemente, inspecione seus motivos, transcenda suas paixões egoícas, sobretudo as cegueiras intelectuais, vivam em paz com os seus semelhantes, e, finalmente, compreenda no seu interior a natureza humana, o Espírito. Para aqueles que desejam devotar seu tempo e energia a perseguir uma vida convencional, este tipo de mensagem é revolucionaria, subversiva, e profundamente perturbadora.".[23] In his Encyclopedic Dictionary of Yoga (1990), Dr. Feuerstein descreve a importância do yoga para o ocidente erguendo questões apropriadas sobre as disciplinas espirituais e a legitimidade da autoridade espiritual [13]
- o professor de psiquiatria britânico Anthony Storr colocou em seu livro, Feet of Clay: A Study of Gurus, que ele restringe a utilização da palavra guru (transliterada e traduzida por ele como "mestre revelado") para pessoas que tem "conhecimento especial" e orientam, baseadas neste conhecimento, como as outras pessoas devem levar as suas vidas. Ele argumenta que gurus compartilham as característica normais peculiares (m.c.c. ermitões) e que alguns sofrem de uma branda forma de esquizofrenia.  Ele argumenta que os gurus autoritários são paranóicos, eloqüentes e interferem na vida privada dos seus seguidores são pouco dignos de confiança e perigosos.  Storr também se refere ao lista verificação de Eileen Barker para reconhecer falsos gurus. Ele contenta[necessário esclarecer] que alguns assim-ditos gurus clamam ter visões divinas baseados na revelação pessoal, oferecendo um novo modo de desenvolver o espírito e levar a salvação. A crítica de Storr aos gurus incluem a possibilidade  de que um guru pode explorar seus ou suas seguidoras pela autoridade que ele tem sobre eles, embora Storr reconheça a existência de mestres com uma moral superior que refreiam-se para não agir desta forma. Ele defende o ponto de vista que a idiosincrazia do sistema de crenças de alguns gurus promove, são devenvolvidos durante um período de psicose para dar embasamento as suas proprias ideias e percepções, e que este sistema de crenças persiste após a psicose desaparecer. Storr aplica o termo "guru" a imagem de Jesus, Muhammad, Buddha, Gurdjieff, Rudolf Steiner, Carl Jung, Sigmund Freud, Jim Jones e David Koresh.[24] O Indologista Belga Koenraad Elst crítica o livro de Storr por ele evitar o uso do termo profeta em vez de guru para algumas pessoas.  Elst declara que isto é possivelmente pelo fato da tendência pro-ocidental de Storr, e sua cultura pro-Cristã.
- Rob Preece, um psicoterapeuta e budista praticante, escreve em The Noble Imperfection que a relação mestre/discípulo pode ser uma experiência sem valor e frugal, o processo de relacionamento com guias espirituais também tem seu desabores. Ele escreve que estes potenciais disabores são o resultado da naiveté contra os orientais pela natureza da relação guru/devoto, bem como uma consequente falta de entendimento por parte dos mestres orientais da psicologia ocidental. Preece introduz a noção de transferência para explicar o modo pela qual a relação guru/discípulo se desenvolve mais pela perspectiva da psicologia ocidental. Ele diz: "simplificando o senso de transferência ocorre quando uma pessoa inconscientemente espelha na outra um atributo que na realidade estava sendo projetado para o seu interior." No desenvolvimento deste conceito, Preece escreve, quando nós transferimos uma qualidade interior para outra pessoa, nós podemos dar a esta pessoa um poder sobre nós como conseqüência desta projeção, carregando o potencial para grandes visões e inspirações, mas também com um grande perigo potencial: "Ao dar este poder a alguém, ele detem uma certa influencia sobre nós difícil de resistir, enquanto nós estivermos escravizados ou enfeiticados pela força deste arquétipo".[25]
- Alguns gurus são assediados pela mídia e pelo ex-seguidores críticos por abusar do seu status e serem charlatões, embromadores, homens de negócios fingindo serem santos, líderes de seitas, ou uma combinação destes.  Ver também: allegations by critical ex-followers. De acordo com a professora de estudos religiosos da Dawson College em Quebec, Susan J. Palmer, a palavra guru adquiriu um conotação extremamente negativa na França.[26]
- O psiquiatra Alexander Deutsch realizou uma demora observação sobre uma pequena seita, denominada A Família (não confundir com A Família/Filhos de Deus), fundada por um guru Americano chamado Baba ou Jeff em New York na data de1972, que demonstrou uma crescente condição esquizofrênica. Deutsch observou que estes homens na maioria Judeus interpretavam de maneira de ser patológica do guru como expressões de diferentes deidades Hindus e interpretavam seus atos como a loucura da santificação, e suas crueldades como punições que eles mereciam. Após o guru disolver a seita em 1976, sua condição mental foi confirmada por um autor da retrospectiva sobre Jeff.[27][28] Deutsch também visitou o ashram do guru Sathya Sai Baba na Índia e ali notou que um grupo de jovens seguidores interpretara as mentiras e os trambiques feitos pelo guru como testes da fé, ou como o interpretavam ser um guru divino, exatamente como Leelas de Krishna.[29]
- Jan van der Lans (1933-2002), um professor de psicologia da religião no Catholic University of Nijmegen, escreveu em um livro comissionado pela Holanda Catholic Study Center for Mental Health, sobre os seguidores de gurus e os perigos potenciais que existem quando contatos pessoais entre o guru e o discípulo são interrompidos, tais como o aumento das possibilidades de idealização do guru pelo estudante(criação de mitos e deificação), e um aumento da chance de falsificações misticismo. Ele mais tarde argumentou que a deificação de um guru é um elemento tradicional da espiritualidade oriental, mas quando desligada dos elementos da cultura Oriental e copiados pelos ocidentais, faz que a distinção entre a pessoa que é o guru e aquela que ele simboliza podem se perder, resultando no relacionamento entre o guru e discípulo degenerando e um indiscriminado culto à personalidade.[30]
- Em seu 1993 livro, The Guru Papers, os autores Diana Alstadt e Joel Kramer rejeitaram a tradição guru-discipulo, porque eles perceberam defeitos na sua estrutura.  Estes defeitos incluem o controle autoritário do guru sobre o discípulo, que pelo seu ponto de vista aumentava a tendência do guru de capitular a religião.  Alstadt e Kramer defendem que os gurus são normalmente hipócritas por que, para atrair e manter seus seguidores, eles precisam apresentar-se como o mais puro e superior ser humano inclusive a outros gurus.[31]
- De acordo com o professor de sociologia Stephen A. Kent da Universidade de Alberta e Kranenborg (1974), uma das razões por que nos idos de 1970 jovens incluindo os hippies tornaram-se gurus foi por causa de que eles achavam que as drogas tinham aberto a sua existência para o transcendental ou porque ele queriam ir mais longe sem elas.[32][33]   De acordo com Kent, outra razão porque  isto acontecia freqüentemente nos E.U.A., eram os protestos antiguerra do Vietnam e dos ativistas políticos exauridos ou desiludidos da possibilidade de mudar a sociedade através de meios políticos, e se voltavam para uma alternativa religiosa.[33]
- De acordo com o jornalista Sacha Kester, em um artigo datado de 2003 em um jornal holandesDe Volkskrant, achar um guru é um assunto precario, observando os diversos homens santos na Índia e o caso de Sathya Sai Baba a quem Kester considera um charlatão. Neste artigo ele também comenta o livro Karma Cola mencionando que neste livro o autor um economista alemão chamado Gita Mehta, "è minha opinião que um controle de qualidade deve ser introduzido nos gurus. Muitos dos meus amigos enlouqueceram na Índia."  Ele teve um replica de Suranya Chakraverti que respondeu: "Ou você ridiculiza um guru verdadeiro e diz que tudo é lavagem (comida para porcos) ou você acredita na espiritualidade e então escolhe um trapaceiro"[34]

### Escândalos Notáveis e controvérsias
Alguns do mais notáveis escândalos e controvérsias envolvendo gurus ou grupos quee les fundaram:
- O estilo de vida de Osho/Bhagwan/Rajneesh com seus 93 Rolls Royces a sua disposição (embora como presentes de seus seguidores), um ataque bioterrorista em The Dalles, Oregon por alguns dos seus seguidores, e seu ensinamento diferenciado que contradizia ambos a moral tradicional e as normas Hindus, as sessões de terapia em grupo com poucas restrições, e a liberal liberdade sexual que ele prometia.
- O ataque com gas Sarin no metro de Tokyo por Aum Shinrikyo fundado pelo guru Shoko Asahara no Japão.
- Acusações de abuso sexual e falsos milagres realizados por Sathya Sai Baba que acabaram nos artigos de capa da revista India Today, questionadas no parlamento Britânico e Parlamento Europeu, criticados por documentários na TV produzidos pela BBC e o Danish Radio que foram mostrados no Reino Unido, Canadá, no BBC World, na Holanda e na Austrália.